# Історія іграшок
«Історія іграшок» (англ. «Toy Story») — американський комедійний анімаційний мультфільм, створений студією «Pixar» спільно з «The Walt Disney Company». Перший фільм з франшизи «Історія іграшок». Режисером мультфільму став володар шести премій Оскар Джон Лассетер, продюсерами стали Ральф Ґуґґенгейм та Бонні Арнольд. Ренді Ньюман виступив композитором, тоді як Стів Джобс виконував роль виконавчого продюсера. Головні ролі озвучили Том Хенкс, Тім Аллен, Дон Ріклес, Джим Варні, Велес Шон, Джон Ратзербергер, Джо Ранфт, Енні Поттс, Джон Морріс, Лоррі Меткалф, Ерік вон Деттен.
Сюжет розповідає про іграшки, які оживають, коли поруч немає людей. Історія фокусується на відносинах ковбоя Вудді та космічного рейнджера Базза Лайтера. У Вудді розвивається заздрість до База, коли він стає улюбленою іграшкою Енді, власника іграшок, і йому доводиться порозумітись зі своїм суперником, аби знайти вихід зі скрутного становища, в якому вони обидва опинились. Це був перший повнометражний фільм, повністю змодельований на комп'ютері, через що його вважають один з найкращих мультфільмів в історії. Мультфільм вийшов в американський прокат 22 листопада 1995 року і за час показу зібрав понад $191 млн, ставши найкасовішим мультфільмом року. Збори по всьому світу склали майже $362 млн. Фільм отримав високі оцінки від критиків, які відмітили інноваційний прорив у 3D анімації, сценарій, композицію Ньюмана. Мультфільм отримав три премії Оскар за найкращий режисерську роботу, найкращу пісню до фільму та найкращу музику до фільму.
З нагоди виходу у прокат «Історії іграшок 3» у 2010 році Disney вирішив повторно випустити у прокат першу частину «Історії іграшок» у форматі 3D. В американський прокат стрічка вийшла 2 жовтня 2009 року, а в український — на день раніше, 1 жовтня. На 1 березня 2024 року фільм займав 77-му позицію у списку 250 кращих фільмів за версією IMDb.

## Сюжет
У всесвіті мультфільму усі іграшки живі, хоча люди про це не здогадуються. У хлопчика на ім'я Енді Девіса є найулюбленіша іграшка — ковбой Вуді. Хлопчик живе разом зі своєю мамою та молодшою сестрою. Окрім Вуді у Енді є інші іграшки такі як: пан Картоплина, динозавр Рекс, собака Жилка, пастушка Бо Піп та інші. На його день народження йому дарують іграшку космічного рейнджера Базза Рятівника, який став його новим улюбленцем. Баззу вдається справити позитивне враження на інших іграшок, у той час як Вуді починає заздрити йому.
За два дні перед переїздом до іншого будинку, Енді разом з родиною збирається їхати в піцерію Pizza Planet і мати дає йому можливість взяти одну з іграшок — Вуді або Базза. В цей же день Вуді впустив за шафу кульку та задумав скинути туди Базза. Він просить Базза врятувати іграшку, аби скинути його за шафу, використавши радіокеровану машинку, але ненароком викидає рейнджера з вікна. Засмучені зрадою іграшки звинувачують Вуді у тому, що він заздрив Баззові, і так само позбуваються його. Коли в кімнату заходить Енді, він, не знайшовши Базза, засмучується і бере із собою Вуді.
Базз, вилізши з кущів, застрибує на бампер машини і помічає в салоні Вуді. Поки родина Девісів заїжджає на заправку Dinoco, Базз і Вуді починають битися і випадають з салона на заправці. Тоді обоє вирішують повернутися до Енді, для чого пробираються в попутне авто працівника Pizza Planet. Вуді обманює Базза, сказавши, що це космічний корабель, який доставить його на рідну планету.
Вуді з Баззом дістаються Pizza Planet. Замаскувавшись під порожню тару, вони входять усередину піцерії. Базз плутає ігровий автомат зі справжнім космічним кораблем і Вуді доводиться за ним бігти. Всередині автомата вони зустрічають купу зелених прибульців, які живуть в очікуванні рятівника, за якого сприймають Базза. Тим часом злий сусід Енді на ім'я Сід Філіпс, що любить знущатися над іграшками, забирає з собою Вуді та Базза з автомата разом з одним зеленим прибульцем.
В будинку Сіда вони стикаються з його бультер'єром на ім'я Скад та групою іграшок-мутантів, зібраних з частин інших іграшок. Поки Вуді намагається придумати, як вибратися з дому Сіда, Базз по телебаченню дізнається, що він лише іграшка, й усвідомлює, що Вуді мав рацію щодо його «несправжності» як космічного рейнджера. Після цього він намагається вилетіти з вікна, але падає з висоти та ламає руку.
Базз та Вуді спершу лякаються витворів Сіда. Але іграшки лагодять Базза, поки сам Сід забирає посилку з ракетою, на якій планує запустити Базза, проте вимушений відкласти це через дощ. Вуді вдається переконати Базза, що його головна мета бути іграшковим другом Енді. Сід бере ракету та Базза на подвір'я, після чого Вуді вдається згрупуватись разом з іграшками Сіда. Вони працюють разом, щоб налякати Сіда та рятують Базза.
Вуді та Базз наздоганяють вантажівку Енді, однак їх починає переслідувати пес Сіда. Скад хапає Вуді за руку, проте Баззу вдається дати йому відсіч. Визволившись, Вуді залізає всередину вантажівки та дістає з коробки радіокеровану машинку, виштовхуючи її для порятунку Базза від пса. Подумавши, що Вуді намагаються позбутися його знову, вони викидають ковбоя з вантажівки. Втікши від пса, Базз разом з Вуді за допомогою радіокерованої машинки наздоганяють вантажівку. Однак в останньої розряджаються батарейки й Вуді придумує запустити ракету, прив'язану до спини Базза. Щоб підпалити ґніт, він знаходить сірник, але він гасне. Тоді Вуді бачить, що шолом Базза діє, як збільшувальне скло, підпалює ним ґніт і вони злітають в повітря, закидаючи машинку у вантажівку. В останній момент перед вибухом ракети, Базз розправляє свої крила і він разом з Вуді приземляються в коробку всередині машини, біля Енді.
Наприкінці мультфільму іграшкові солдати доповідають іншим про відкриття різдвяних подарунків. Коли Вуді жартує з Баззом, що гіршого за нього уже не буде, до них доходить новина, що Енді в подарунок отримав цуценя Такси.

## Створення
Анімаційна студія Pixar була філією компанії візуальних ефектів режисера Джорджа Лукаса, Industrial Light and Magic. У 1986 році Pixar стала незалежною компанією після того, як її придбав Стів Джобс, співзасновник Apple Computer.
Хоча «Історія іграшок» вивела комп'ютерну графіку у кінотеатральний мейнстрім, комп'ютерно-генеровані зображення (CGI) використовувалися у кіновиробництві з 1970-х років. Ранні приклади включають спецефекти у фільмі «Світ Дикого Заходу» (1973), «Трон» (1982), «Останній зоряний боєць» (1984). Першим повністю CGI-анімаційним короткометражним фільмом був «Люксо-молодший», створений Pixar у 1986 році. У 1988 році Pixar розвинув технологію у своєму другому короткометражному фільмі «Олов'яна іграшка». У 1991 році Walt Disney Pictures уклала угоду з Pixar Animation Studios про співпрацю в виробництві та розповсюдженні трьох повнометражних анімаційних фільмів після успіху мультфільму Disney «Русалонька» (1989).
Робота над фільмом почалася 19 січня 1993 року. Хоча вона включала малюнки, скульптури та фотографії, остаточна робота над фільмом була виконана на комп'ютерах. Pixar розробила власне програмне забезпечення для рендерингу RenderMan вартістю 15 млн доларів. Загальний час рендерингу досяг 800 тис. машинних годин на фермі з 117 комп'ютерів Sun Microsystems.
«Історію іграшок» створили 27 аніматорів у команді зі 110 осіб. Більшість персонажів-іграшок засновані на відомих іграшках, які випускалися, починаючи з 1950-х років. Це забезпечило спільний інтерес як для дітей, так і для дорослих. Їх озвучили відомі актори, зокрема Том Генкс — ляльку ковбоя Вуді, в Тім Аллен — Базза Лайтера. При цьому в «Історії іграшок» не з'являється Барбі, бо компанія Mattel не хотіла, щоб Барбі з'являлася в будь-якому анімаційному фільмі. Дизайн Вуді розробив колишній аніматор «Вулиці Сезам» Бад Лакі, що працював у Pixar з 1990 року. Спершу Вуді мав бути маріонеткою чревовісника, але її визнали надто моторошною в такому образі. В нього також був більш запальний, різкий характер, який Disney наполягла переробити.

## 3D-реліз
З нагоди виходу у прокат третьої частини франшизи у 2010 році Disney вирішили зробити повторний реліз першої та другої частин «Історії іграшок» у форматі 3D.

## Домашнє відео
У 2010 році «Історія іграшок» та «Історія іграшок 2» вийшли на Blu-Ray та DVD-дисках.

## Ролі озвучили
| Оригінальне озвучення | Персонаж                            |
| --------------------- | ----------------------------------- |
| Том Генкс             | Ковбой Вуді                         |
| Тім Аллен             | Базз Лайтер                         |
| Дон Ріклс             | Пан Картоплина                      |
| Джим Варні            | Жилка                               |
| Воллес Шон            | Рекс                                |
| Джон Ратценбергер     | Гам                                 |
| Енні Потс             | Бо Піп                              |
| Джон Морріс           | Енді Девіс                          |
| Ерік вон Деттен       | Сід Філліпс                         |
| Лорі Меткалф          | Міс Девіс                           |
| Рональд Лі Ермі       | Сержант                             |
| Джеф Піджен           | Прибульці                           |
| Сара Фріман           | Ханна Філліпс                       |
| Пен Джиллет           | Чоловік з реклами про Базза Лайтера |
| Міккі МакГован        | Мати Сіда та Ханни Філліпс          |

## Український дубляж
Фільм дубльовано студією «Le Doyen» на замовлення «Disney Character Voices International» у 2009 році.
- Перекладач — Федір Сидорук
- Режисер дубляжу — Ольга Чернілевська
- Творчий консультант — Maciej Eyman

### Ролі дублювали
- Вуді — Володимир Терещук
- Базз Рятівник — Олексій Богданович
- Рекс — Максим Кондратюк
- Картоплина — Олег Стальчук
- Жилка — Валерій Легін
- Гам — Володимир Кокотунов
- Бо Піп — Світлана Шекера
- Сід — Денис Капустін
- Місис Девіс — Наталя Ярошенко
- Енді — Михайло Жогло
- Сержант — Борис Георгієвський
- Ханна — Мар'яна Чернілевська
- Диктор — Дмитро Гаврилов
- Ленні — Сергій Малюга
- Акула — Микола Карцев
- Пан Абетка — Сергій Солопай
- Солдат — Дмитро Сова

### Пісні виконували
- «Я твій навіки друг» — Дмитро Гарбуз
- «Дивина» — Дмитро Гарбуз
- «Я не здійму більше вітрил» — Дмитро Гарбуз
- «Я твій навіки друг» (реприза) — Дмитро Гарбуз та Сергій Юрченко
- Текст пісень — Роман Дяченко
- Музичний керівник — Світлана Заря

## Саундтрек
Інформація про дубляж пісень українською вище.
Автор музики і слів Ренді Ньюман. 
| #     | Назва                                                   | Тривалість |
| ----- | ------------------------------------------------------- | ---------- |
| 1.    | «You've Got a Friend in Me» (у виконанні Ренді Ньюмана) | 2:04       |
| 2.    | «Strange Things» (у виконанні Ренді Ньюмана)            | 3:18       |
| 3.    | «I Will Go Sailing No More» (у виконанні Ренді Ньюмана) | 2:57       |
| 4.    | «Andy's Birthday»                                       | 5:58       |
| 5.    | «Soldier's Mission»                                     | 1:29       |
| 6.    | «Presents»                                              | 1:09       |
| 7.    | «Buzz»                                                  | 1:40       |
| 8.    | «Sid»                                                   | 1:21       |
| 9.    | «Woody and Buzz»                                        | 4:29       |
| 10.   | «Mutants»                                               | 6:05       |
| 11.   | «Woody's Gone»                                          | 2:13       |
| 12.   | «The Big One»                                           | 2:51       |
| 13.   | «Hang Together»                                         | 6:02       |
| 14.   | «On the Move»                                           | 6:18       |
| 15.   | «Infinity and Beyond»                                   | 3:09       |
| 16.   | «You've Got a Friend in Me» (у виконанні Ренді Ньюмана) | 2:42       |
| 51:44 |                                                         |            |

Charts
| Чарт (1995)        | Позиція |
| ------------------ | ------- |
| U.S. Billboard 200 | 94      |

## Вплив
«Історія іграшок» відома багатьма інноваціями. Це був єдиний на той час фільм Pixar, у якому були повні вступні титри. Він став першим фільмом Pixar, адаптованим для телебачення. Лассетер отримав спеціальну премію «Оскар» за керівництво командою Pixar, а фільм став першим анімаційним фільмом, номінованим на «Оскар» за найкращий оригінальний сценарій. Вийшло три продовження, всі з яких отримали схвальні відгуки критиків: «Історія іграшок 2» (1999), «Історія іграшок 3» (2010) та «Історія іграшок 4» (2019).
«Історія іграшок» довела комерційну життєздатність CGI. З бюджетом понад 30 млн доларів, фільм зібрав 373 млн доларів у світовому прокаті, що проклало шлях до домінування комп'ютерної графіки у забезпеченні видовищності в кіно й на телебаченні. «Історія іграшок» започаткувала безпрецедентну еру мейнстрімної CGI-анімації. До 2000 року 50 % анімаційних фільмів використовували CG-анімацію, а до 2009 року цей показник зріс до 90 %.